# Moongod
Moongod je drugi studijski album kanadskog simfonijskog death metal-sastava Aeternam. Album je 13. listopada 2012. godine objavila diskografska kuća Galy Records.

## Popis pjesama
| 1.    | »Moongod«                  | 5:41 |
| 2.    | »Invading Jerusalem«       | 3:12 |
| 3.    | »Cosmogony«                | 4:50 |
| 4.    | »Iram of the Pillars«      | 3:52 |
| 5.    | »Rise of Arabia«           | 4:45 |
| 6.    | »Xibalba«                  | 4:38 |
| 7.    | »Descent of Gods«          | 5:33 |
| 8.    | »Idol of the Sun«          | 3:38 |
| 9.    | »Hubal, Profaner of Light« | 8:43 |
| 44:52 |                            |      |

## Zasluge
Aeternam
- Maxime Boucher – vokali, bas-gitara
- Achraf Loudiy – vokali, gitara
- Antoine Guertin – vokali, bubnjevi, perkusija, glazbeni uzorci
- Alexandre Loignon – gitara

Ostalo osoblje
- Jean-François "Jef" Fortin – snimanje, miksanje, mastering
- Pascal Laquerre – naslovnica, ilustracije